# Гендрик Гондиус I
Гендрик Гондиус Старший или Гендрик Гондиус I (лат. Henricus Hondius; Дюффел; 1573—1650) — нидерландский картограф, гравёр и издатель.

## Биография
Гендрик родился в Дюффеле в 1573 году и в 1597 году переехал в Гаагу.
Согласно книге биографий Корнелиса де Би Het Gulden Cabinet, его отцом был Вильгельм Гондиус, учёный человек, который переехал в Мехелен, где молодой Гендрик и научился писать. Сначала, он изучал ювелирное дело в Брюсселе, а потом начал учиться живописи у Яна Вирикса. Позднее, в 1604 году в Лейдене, он изучал математику и архитектуру у Ганса Вредемана де Вриса.
Возможно, он связан родственными узами с известным картографом Йодокусом Хондиусом.